# 毛利季光
毛利季光（日语：／ Mōri Suemitsu，1202年—1247年7月8日）是鎌倉時代前期的武將、鎌倉幕府的御家人、大江廣元的四子，毛利氏始祖。

## 簡介
為左近將監，補藏人，敘從五位下。為鐮倉幕府評定眾的一員。
鎌倉幕府三代將軍源實朝薨，薙髮名西阿。
承久3年（1221年）承久之亂，於尾張川之戰，別攻鵜沼，與神地賴經戰，破之。後幕府軍進逼京師，與三浦義村攻淀芋洗，與大納言坊門忠信、參議一條信能等戰，破之。
寶治元年（1247年），寶治合戰時毛利季光原本要加入執權北條一方，其妻(三浦泰村之妹)哭泣勸止，毛利季光遂從妻言出援三浦泰村，敗，同三浦一黨自殺。
長子大江廣光，任右兵衛尉，與弟三人（光正、泰光、師雄）於寶治合戰時從父自刃。四子毛利經光存活，子孫稱毛利氏。